# کوبالت تتراکربونیل هیدرید
کوبالت تتراکربونیل هیدرید (به انگلیسی: Cobalt tetracarbonyl hydride) با فرمول شیمیایی C4HCoO4 یک ترکیب شیمیایی با شناسه پاب‌کم 61848 است. که جرم مولی آن 171.98 g/mol می‌باشد. شکل ظاهری این ترکیب، مایع زرد روشن است.